# Aron Syrjä
Aron Aleksi Syrjä (* 19. April 2004 in Porvoo) ist ein finnischer Schauspieler.

## Leben und Karriere
Syrjä wurde in Porvoo geboren. Er schloss 2023 das Kallio-Gymnasium ab. Sein Debüt gab er 2020 in der Serie Viraalit Nerot. Von 2022 bis 2023 wurde er für die Serie Salatut elämät gecastet. Anschließend war er 2023 in dem Film Light Light Light zu sehen. 2024 spielte Syrjä in Jarno ja minä mit.
Neben seiner Muttersprache Finnisch und Schwedisch spricht er noch fließend Englisch.

## Filmografie
Filme
- 2023: Light Light Light (Valoa valoa valoa)

Serien
- 2020–2021: Virala genier
- 2022: Seriöst!?
- 2022–2023: Salatut elämät
- 2023: Räjähdysherkkä
- 2023: Maria Kallio
- 2024: Jarno ja minä
- 2024: Lindan Huone
- 2024: Kesätyökriitikot